# Chãs de Tavares
Chãs de Tavares ist ein Ort und eine ehemalige Gemeinde (Freguesia) im portugiesischen Kreis Mangualde. Die Gemeinde hatte 1051 Einwohner (Stand 30. Juni 2011).
Am 29. September 2013 wurden die Gemeinden Chãs de Tavares, Várzea de Tavares und Travanca de Tavares zur neuen Gemeinde União das Freguesias de Tavares (Chãs, Várzea e Travanca) zusammengeschlossen. Chãs de Tavares ist Sitz dieser neu gebildeten Gemeinde.